# Callahan (Florida)
Callahan és un poble al Comtat de Nassau (Florida). Segons el cens del 2000 tenia 962 habitants.

## Demografia
Segons el cens del 2000, Callahan tenia 962 habitants, 411 habitatges, i 256 famílies. La densitat de població era de 279,3 habitants per km².
Dels 411 habitatges en un 33,6% hi vivien nens de menys de 18 anys, en un 37% hi vivien parelles casades, en un 20,7% dones solteres, i en un 37,5% no eren unitats familiars. En el 32,6% dels habitatges hi vivien persones soles el 16,3% de les quals corresponia a persones de 65 anys o més que vivien soles. El nombre mitjà de persones vivint en cada habitatge era de 2,34 i el nombre mitjà de persones que vivien en cada família era de 2,95.
Per edats la població es repartia de la següent manera: un 28,4% tenia menys de 18 anys, un 12,4% entre 18 i 24, un 25,5% entre 25 i 44, un 20,9% de 45 a 60 i un 12,9% 65 anys o més.
L'edat mediana era de 33 anys. Per cada 100 dones de 18 o més anys hi havia 74,9 homes.
La renda mediana per habitatge era de 25.234 $ i la renda mediana per família de 32.167 $. Els homes tenien una renda mediana de 27.422 $ mentre que les dones 23.036 $. La renda per capita de la població era de 14.710 $. Entorn del 14,8% de les famílies i el 21,9% de la població estaven per davall del llindar de pobresa.

## Poblacions properes
El següent diagrama mostra les poblacions més properes.